# Emanuel Felke

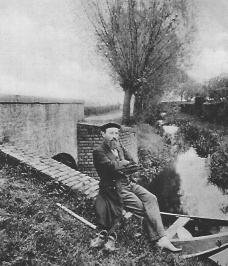
El pastor de la arcilla Felke, alrededor del 1900

Erdmann Leopold Stephanus Emanuel Felke (Kläden, cerca de Stendal, 7 de febrero de 1856 - Múnich, 16 de agosto de 1926) fue un pastor evangélico alemán, defensor de la medicina natural. Vivió y trabajó desde 1896 hasta 1914 en Repelen cerca de Moers y desde 1915 hasta 1925 en Bad Sobernheim. Desarrolló la cura Felke, la cual lleva su propio nombre y aplicó el diagnóstico del iris (Iridología). Felke es considerado como uno de los padres de la combinación de remedios homeopáticos.

## Biografía
Debido a que sus tratamientos incluyeron la aplicación y baños de arcilla, la gente a menudo se refería a Felke como el pastor de la arcilla.  El régimen de Felke incluía una dieta saludable y ejercicios al aire libre.  Sus pacientes recibían alimentos que contenían poca carne, aplicaciones de tierras medicinales y baños fríos en tinas de zinc.  Luego tenían que dormir en suelos de arcilla o sacos de paja en cabinas abiertas al aire libre. 

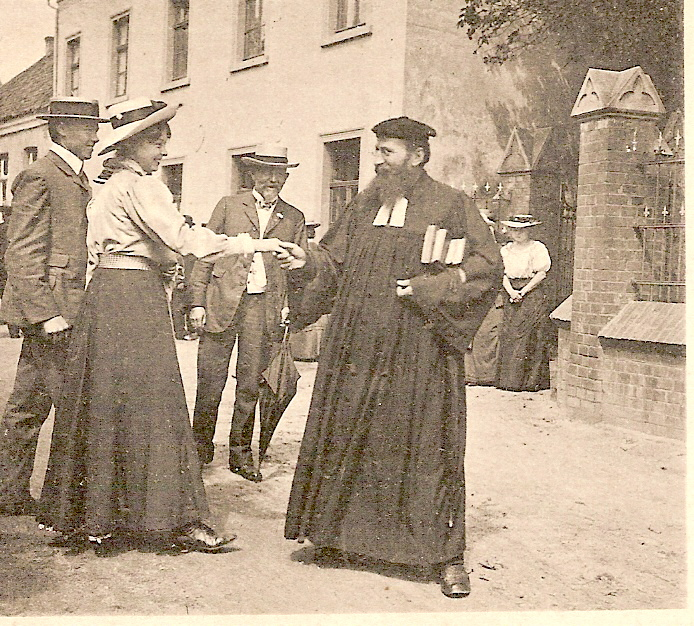
El Pastor Felke en Repelen en frente del Hotel Linden

Felke, hijo de un maestro y de la hija de un ministro, se empezó a interesar de asuntos médicos durante sus estudios de teología y asistió a las conferencias médicas durante varios semestres. Él siempre había estado interesado en las plantas medicinales, así como en los conocidos curanderos naturales Hahnemann (creador de la homeopatía) y Priessnitz (hidroterapia). En su primer rectorado en Cronenberg trató durante una epidemia de difteria a pacientes con remedios homeopáticos y fue reconocido por estos.  En 1894, él comenzó su ministerio como pastor en la iglesia protestante del pueblo de Repelen. En 1896, varios residentes fundaron una sociedad homeopática en Repelen para apoyar el trabajo de Felke porque en la mayoría de los casos ofrecía sus remedios homeopáticos de forma gratuita.
Felke es considerado como el segundo padre de la combinación de remedios homeopáticos porque, apartándose de las enseñanzas de Hahnemann, comenzó a combinar diferentes sustancias activas para el tratamiento de enfermedades crónicas. En 1897, Felke y varios representantes de la ciudad viajaron a las montañas de Harz, donde Adolf Just, otro conocido profesional de la medicina natural en esa época, había fundado recientemente en Eckertal, una "Jungborn", o centro de salud, el cual visitaron.  La visita, sin duda alguna dejó tan fuerte impresión que se decidió crear un spa similar en Repelen.
Una gran extensión de pastizales y tierras de cultivo alrededor del lago de Repelen, no lejos de la iglesia del pueblo, fueron comprados por 50.000 marcos de oro alemán (hoy un poco menos de 250.000 euros) y los terrenos del spa fueron preparados con gran esfuerzo personal.  Cincuenta cabañas al aire libre fueron añadidas como alojamiento para 100 a 120 personas, y se instalaron pabellones como lugares de relax y descanso.  Los jardines Jungborn, aún uno de los parques más populares de Moers, fueron construidos en 1898. Ya que tanto las aplicaciones de baño y los deportes y gimnasia se realizaban sin ropa, se construyeron dos parques de baño rodeados de cercas empalizadas, uno para hombres y otro para mujeres.
Felke construyó un negocio de spa floreciente, primero en Repelen y luego en Bad Sobernheim. Aunque en un principio se supuso que el tamaño original del complejo era más que generoso, en la temporada de mayo a octubre hubo hasta 400 huéspedes en el spa de Repelen, por lo que muchos de ellos tuvieron que ser hospedados en pensiones privadas. Muchos de los huéspedes del spa venían de muy lejos, incluyendo los Estados Unidos, Inglaterra y Rusia.  Esto dio un enorme impulsó económico al pueblo y en particular a la industria hotelera.  En 1914 se construyó el hotel Jungborn.  Sin embargo, este nuevo movimiento, inusual para la población rural, fue también fuertemente criticado.  Debido a que los huéspedes del Spa estaban desnudos durante los tratamientos, Felke fue acusado de poner en peligro la moral, un cargo del cual se defendió con vehemencia.  Debido a que una disposición para aumentar la altura de las vallas que rodeaban los parques a tres metros no se cumplió con la suficiente rapidez, el parque fue cerrado por un corto tiempo en 1899. Autoridades de la Iglesia también consideraron las actividades de Felke como sospechosas. 
Sin embargo, cuando se realizaron investigaciones, la congregación siempre pudo confirmar que Felke también cumplía sus deberes pastorales. Estas críticas no impidieron que un sólido movimiento Felke se forme. En 1914, los spas Felke se habían establecido en Berlín, Aachen, Krefeld, Kettwig, Dortmund y Stettin. Estas instituciones no eran permitidas de utilizar el nombre de método Repelen o Felke, a menos que recibieran una confirmación de Felke de haber sido capacitados y autorizados por él. Durante esta época se formaron diversas sociedades Felke en Alemania, con un total de más de 2500 miembros.  Una revista Felke fue también publicada por esta época. 

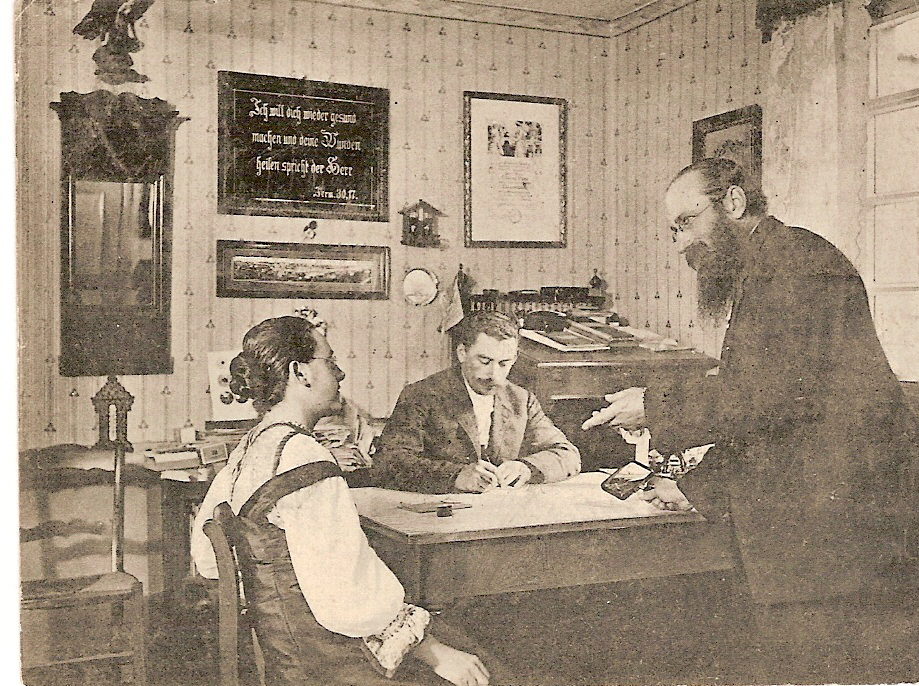
El pastor Felke en su consultorio en Repelen.

Cuando empezó la Primera Guerra Mundial este desarrollo se truncó abruptamente.  Las instalaciones de los spas fueron utilizadas como hospitales militares.   A esto se sumó el hecho que en 1912 Felke tuvo que renunciar a su rectorado debido a infidelidad y se quedó sin ingreso alguno, porque aún bajo esta nueva circunstancia siguió ofreciendo sus tratamientos homeopáticos de forma gratuita.  En 1915 Felke se trasladó a Sobernheim a quedarse con uno de sus estudiantes y allí volvió a construir un proóspero Spa.  
Después de la Guerra, aunque Felke iba a Repelen cada 14 días, los negocios del Spa nunca recobraron los niveles originales que tuvo en su inicio.  Como resultado el Spa cerró; la sociedad Jungborn terminó vendiendo el hotel a un posadero, y en 1934 cesaron todas las actividades.
Felke estuvo activo en Sobernheim hasta su muerte y él es gran parte de la razón por la cual este pueblo, cerca al río Nahe, se convirtiera en un exitoso destino de spa.  Es por esto que allí se erigió un monumento en su honor, fue hecho residente honorario, y hay un museo de Felke.

## Trabajo

### Iridología
Felke fue conocido por su práctica de la iridología.  Esta técnica era un método de diagnóstico fácilmente aceptada por muchos médicos, pero muchos otros la rechazaban. Felke fue acusado de causar lesiones corporales en un total de 16 demandas y en el último caso, incluso se le acusó de homicidio, pero siempre fue absuelto En el último juicio, que tuvo lugar en 1909, Felke tuvo que diagnosticar a 20 pacientes, frente a numerosos médicos       -entre ellos algunos muy prominentes, como el cirujano y consejero privado Garre-diagnosticar-  tan solo examinado sus iris. Felke protestó porque le fue prohibido hablar con los pacientes, lo cual él hacía usualmente para conocer sus historias médicas.  El proceso normal de interrogación del terapeuta al paciente, como un ser humano el cual está en capacidad de referirse a sus sentimientos y dolencias físicas, era rechazado por los doctores.  No se sabe cuántos diagnósticos fueron correctos, pero Felke fue capaz de convencer a los jueces.

### La cura de Felke
La cura de Felke cuenta con los siguientes elementos básicos:
1. Felke baño de asiento
2. Baño de luz y aire
3. Baño de arcilla
4. Dormir en el suelo (echarse y dormir en el suelo durante la noche)

Los tratamientos eran complementados con una dieta casi libre de carne, con un montón de verduras, espelta verde, papas y frutas, con la que Felke esperaba desintoxicar el cuerpo a través de la subnutrición. En el caso de algunos pacientes Felke prescribía diferentes dietas, dependiendo de sus diagnósticos. 
En 1992, un sendero para pies descalzos, inspirado en las ideas de Felke, fue creado en Bad Sobernheim.  El circuito de 3,5 km. tiene diferentes estaciones, tales como piedras naturales, grava, madera, piscinas de lodo, agua, estaciones de equilibrio y áreas verdes, para activar los sentidos, las zonas reflejas de los pies, y el sistema músculo, esquelético. 
Aún existen una serie de sociedades Felke hoy en día.  Bad Sobernheim continúa siendo el centro de las curas Felke, con tres centros de salud.  Existe otro en Diez a orillas del Lahn y otro en Meddersheim (cerca de Bad Sobernheim).  La cura de arcilla así como la iridología se han convertido en una parte estable en la práctica de la naturopatía.  El instituto Felke para iridología Hay también un grupo de trabajo médico en terapia Felke con oficinas en Bad Sobernheim y un fabricante de medicamentos homeopáticos combinados, Hevert-Arzneimittel GmbH & Co. KG.
Junto a Kneipp, Preissnitz, Rikli, Kuhne y Just, Felke es uno de los varios practicantes laicos influyentes que desempeñaron papeles importantes en el desarrollo de la naturopatía en el siglo XX. Aun así, Felke nunca hizo un secreto el hecho que él no se consideraba el inventor de un nuevo tratamiento.  “La homeopatía es lo que me conquistó con su sencillez y uniformidad.  Es la columna vertebral de todo mi método…”
Mientras el Pastor Felke inicialmente prescribió principalmente remedios homeopáticos individuales, más tarde creó su combinación de remedios homeopáticos basado en sus experiencias prácticas.   Él utilizó estos remedios casi exclusivamente en los últimos 10 años, actuando bajo el principio de que un tratamiento podría funcionar más rápido si las l "enfermedades complejas" que presentan la mayoría de los pacientes se combaten con un "remedio complejo".